# Paul Jacobs
Paul Jacobs (Mortsel, 24 januari 1949) is een Vlaams radio- en tv-maker en schrijver.
Hij debuteerde op zijn 22ste als tekstschrijver en reporter bij het BRT 1-radioprogramma Dagboek van producer Jan Geysen.
Tussen 1971 en '80 was hij losse medewerker bij BRT-2 Omroep Antwerpen.
In 1981 werd hij producer bij Radio 1. In die functie maakte hij onder meer Het Vermoeden, De taalstrijd en het interviewprogramma Vriend & Vijand. Voor de VRT-televisie bedacht hij de quizzen Jij of wij, I.Q. (met Herman Van Molle), Kennis van Zaken en De Tekstbaronnen en het humoristische panelprogramma De Rechtvaardige Rechters.
Hij publiceerde een veertigtal boeken, w.o. twaalf misdaadromans bij uitgeverij Houtekiet en de verhalenbundels Beste wensen voor een spoedig herstel (1987), Op de goede afloop (1993) en De man die leugens kon ruiken (2001).
In de dramareeks Made in Vlaanderen van de Vlaamse televisie werden drie scenario's van hem verfilmd: De man die niet van gedichten hield (1981), Het Landhuis (1989, filmdebuut van Michaël Pas) en Moordterras (1991, regie Roland Verhavert). Voor de VRT/Ikon-serie Oog in Oog schreef hij het scenario van De oude bibliotheek (1992).
Voor Theater Arca in Gent schreef hij in 1997 de komedie Komt u hier dikwijls?, later bekroond met de prijs van de provincie Antwerpen voor toneel.
Paul Jacobs kreeg de persprijs van de Radio- en Tv-pers voor Het Vermoeden, De Taalstrijd en Vriend & Vijand, Humo's Pop Poll voor De Taalstrijd en in 1993 de Sabamprijs voor zijn volledige radiowerk.

## Radio-oeuvre
- Het Vermoeden (met Betty Mellaerts en de schattenjacht De jacht op de zilveren klepel, 1984) (1983-'91)
- De taalstrijd (met onder anderen Daniël Van Avermaet, Guy Mortier, Mark Uytterhoeven en Myriam Thys) (1986-'88)
- Madiwodo (1989-'94)
- Mensenkennis (met Betty Mellaerts) (1993)
- De Perschefs (met onder anderen Daniël Van Avermaet, Guy Mortier, Mark Uytterhoeven, Myriam Thys en de imitatoren Jan Van Gool en Gerrie Soetaert) (1992-'93)
- Vriend & Vijand (interviews) (1994-'99)
- De Toestand is Hopeloos maar niet Ernstig (columns) (1993-2004)
- De Tekstbaronnen (met Jo De Poorter, Chris Dusauchoit) (2000-2006)
- De Rechtvaardige Rechters (met onder anderen Jo Van Damme, Marc Reynebeau, Jean Blaute, Alain Grootaers, Patrick De Witte, Jan Verheyen, Ivo de Wijs) (2001-'05)
- Dat geeft de burger moed (interviews met Ingrid Vanderveken) (2000-'01)

## Korte bibliografie
- Winnen bij Scrabble (met P. De Ceuster) (1980)
- Het grote blufboek (met E. Strieleman) (1981)
- Het raadsel van Rose Cottage (jeugdroman) (1986)
- Beste wensen voor een spoedig herstel (miniverhalen) (1987)
- Wij danken u voor uw geboeide aandachtigheid (tekstcartoons uit De Zwijger) (met Jan Bosschaert) (1987)
- Ruzie voor beginners (columns uit Flair) (1988)
- Als hij je schat noemt, is hij je naam vergeten (idem) (1993)
- De kus van Oscar Wilde (historische verhalen uit Het Vermoeden) (1991)
- Op de goede afloop (verhalen) (1993)
- Vriend & Vijand (interviews uit het radioprogramma) (1995)
- De beste vrienden (idem) (1997)
- 500 woorden tegen morgen (columns) (2001)
- De rode badkuip (roman) (2008, uitg. Houtekiet)
- Een ijskoud gerecht (roman) (2009, uitg. Houtekiet)
- De laatste grap (roman) (2010, uitg. Houtekiet)
- Het droomdagboek van Lavoisier (roman) (2011, uitg. Houtekiet)
- Zeer van harte (verhalen) (2012, uitg. Houtekiet)
- Dood van een egoïst (roman) (2013, uitg. Houtekiet)
- Ik moest hier toevallig zijn (autobiografie) (2014, uitg. Houtekiet)
- Franse zonden (roman) (2015, uitg. Houtekiet)
- Tien grote talenten (roman) (2016, uitg. Houtekiet)
- Er is nog zoveel! Een bucketlist voor de 21ste eeuw (2016, uitg. Houtekiet)
- De moordenaarsclub (roman) (2017, uitg. Houtekiet)
- Driemaal moordwaarde (roman) (2018, uitg. Houtekiet)
- Casanova werd wat zwakker (plezierdichten) (2018, uitg. Stichting Charles Catteau)
- Een hoogst verleidelijk man (roman) (2019, uitg. Houtekiet)
- De Exenkring (roman) (2020, uitg. Houtekiet)
- De Agatha Christie-kenner (roman) (2021, uitg. Houtekiet)
- Marijkes wraak (roman) (2022, uitg. Parador)

## Over hem
- Paul Jacobs on air, Serial Thriller V, 2014 door John Rijpens, redactie Danny De Laet Pothoek 46 2060 Antwerpen
- Op "schrijversgewijs"

- Digitale Bibliotheek voor de Nederlandse Letteren: jaco018
- Gemeinsame Normdatei: 104875717X
- International Standard Name Identifier: 0000 0003 6918 5245
- Library of Congress Control Number: no2014053494
- Nederlandse Thesaurus van Auteursnamen: 071385746
- Virtual International Authority File: 291638409
- WorldCat: E39PBJtcK73tmVTwgPBrVFxCcP